# Bosstruisriet
Bosstruisriet (Calamagrostis arundinacea, basioniem: Agrostis arundinacea L., synoniem: Calamagrostis silvatica DC.) is een vaste plant die behoort tot de grassenfamilie (Poaceae). Bosstruisriet is in Nederland gevonden in 1858 bij Loenen, maar daarna niet meer waargenomen. De plant wordt als siergras gebruikt.
De plant wordt 60-130 cm hoog en vormt zeer korte wortelstokken. De lange, tot 10 mm brede bladeren zijn aan de bovenkant grauwgroen en aan de onderkant glanzend donkergroen. Het tongetje (ligula) is ongeveer 6 mm lang.
Bosstruisriet bloeit in de zomer tot begin van de herfst. De 10-20 cm lange bloeiwijze is een stijf, rechtopstaande pluim met vrij korte, schuin opstaande zijtakken. De kafnaald van het onderste kroonkafje is 2-3 mm langer dan het aartje. Op de spil van het aartje zitten lange haartjes. Het onderste kelkkafje is 6,5 mm lang en het bovenste 5,5 mm. Het onderste kroonkafje heeft aan de voet een kort haarkransje.
De vrucht is een graanvrucht.
De plant komt voor op vochtig, kalkarme grond in lichte loof- en naaldbossen en langs bosranden.

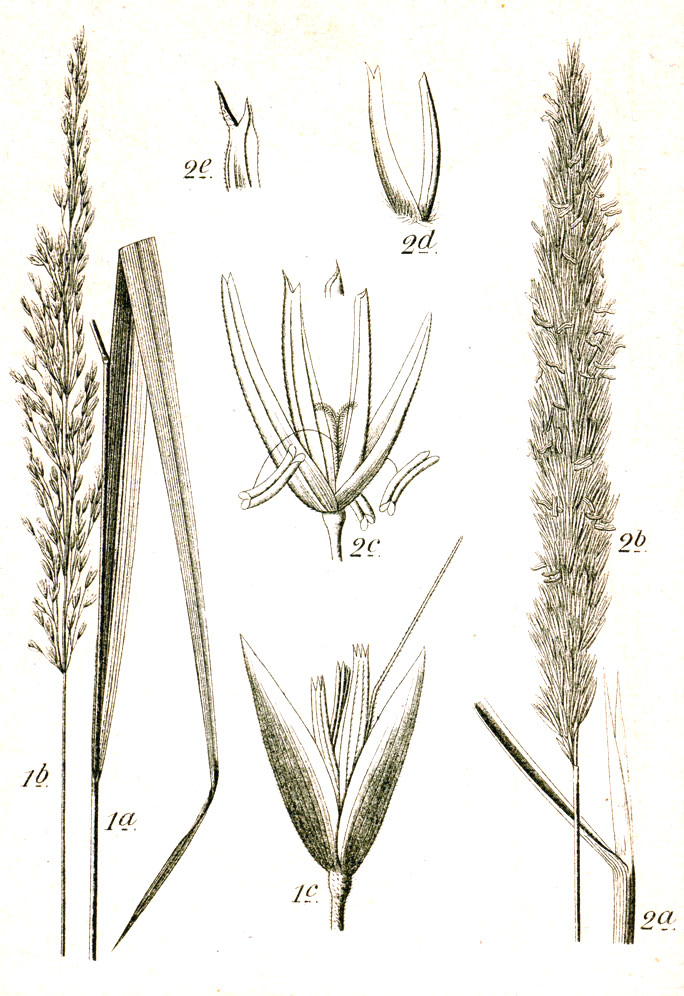
Bosstruisriet

## In andere talen
- Duits: Waldreitgras, Gemeines Reitgras
- Engels: Feather reed grass, Reed grass, Korean Feather Reed Grass
- Frans: Calamagrostis faux-roseau, Calamagrostide à feuilles de roseau